# 개요 (연호)
개요(開耀, 681년 9월 ~ 682년 2월)은 당나라(唐) 고종(高宗) 이치(李治)의 열두번째 연호이다. 5개월 동안 사용하였다. 

## 개원
- 영륭(永隆) 2년 9월 30일[1](681년 11월 15일)에 연호를 개요(開耀)로 개원함.[2][3][4][5][6]

- 개요(開耀) 2년 2월 19일[7](682년 4월 2일)에 연호를 영순(永淳)으로 개원함.[2][3][8][5]

## 연대 대조표
| 개요       | 원년       | 2년        |
| 서기(西紀) | 681년      | 682년      |
| 간지(干支) | 신사(辛巳) | 임오(壬午) |

## 같이 보기
- 중국의 연호 목록